# Ceriagrion hamoni
Ceriagrion hamoni là một loài chuồn chuồn kim trong họ Coenagrionidae.
Ceriagrion hamoni được miêu tả khoa học năm 1955 bởi Fraser.